# Statement
Statement è il secondo album in studio della band Nu Metal americana Nonpoint. Alcune canzoni di questo album sono dei riadattamenti di tracce del precedente Struggle.
L'album contiene la canzone What a Day, che è una delle più famose della band.

## Formazione
•Elias Soriano - voce
•Andrew Goldman - chitarra
•Ken "K. Bastard" MacMillan - basso
•Robb Rivera - batteria

## Tracce
1. Mindtrip – 4:04
2. Victim – 3:20
3. Endure – 2:58
4. Back Up – 3:16
5. What a Day – 3:18
6. Misled – 3:26
7. DoubleStakked – 7:43
8. Orgullo – 4:23
9. Years – 3:20
10. Hive – 3:45
11. Levels – 3:43
12. Tribute (Tribute To "Children's Story", "Woo Hah! Got You All In Check," and "Method Man") – 4:29

Durata totale: 47:45